# Janiki Małe
Janiki Małe [jaˈniki ˈmawɛ] (German Klein Hanswalde) là một ngôi làng thuộc khu hành chính của Gmina Zalewo, thuộc hạt Iława, Warmian-Masurian Voivodeship, nằm ở miền bắc Ba Lan.